# آلبرت سیسونز
آلبرت سیسونز (انگلیسی: Albert Sissons; ۵ ژوئیهٔ ۱۹۰۳ – تاریخ ورودی نامعتبر است) بازیکن فوتبال اهل بریتانیا بود.
از باشگاه‌هایی که در آن بازی کرده‌است می‌توان به باشگاه فوتبال دونکستر راورز و باشگاه فوتبال لیدز یونایتد اشاره کرد.